# Robert Mathiasson
Bengt Robert Mathiasson, född 26 februari 1979 i Lund, är en svensk politiker. 
Mathiasson har tidigare arbetat på Volvo Lastvagnar. Mellan 2002 och 2004 var han ordförande i Kommunistiska partiets ungdomsförbund Revolutionär Kommunistisk Ungdom. Han var därefter ordförande för Kommunistiska partiet från 2014 till 2019, då han efterträddes av Ulf Nilsson. 
I december 2019 lämnade Mathiasson Kommunistiska partiet helt. Sedan 2020 är han krönikör för den högerpolitiska nättidningen Nyheter Idag, men säger sig trots detta vara "klassisk vänster".